# Myxodoryx
Myxodoryx is een geslacht van sponsdieren uit de klasse van de Demospongiae (gewone sponzen).

## Soorten
- Myxodoryx hanitschi (Kirkpatrick, 1907)
- Myxodoryx jogashimensis Tanita & Hoshino, 1989